# 함자 초우두리
함자 데완 초우두리(영어: Hamza Dewan Choudhury, 벵골어: হামজা দেওয়ান চৌধুরী, 1997년 10월 1일 ~ )는 프리미어리그 클럽 레스터 시티에서 임대되어 EFL 챔피언십 클럽 셰필드 유나이티드에서 수비형 미드필더 또는 라이트백으로 활약하는 방글라데시의 프로 축구 선수이다. 잉글랜드에서 태어난 그는 방글라데시 국가대표팀에서 활약하고 있다.
초우두리는 잉글랜드 U-21 국가대표팀에서 활약했으며, 2024년 말 방글라데시 여권을 받은 후 방글라데시 국가대표팀에서 뛰기로 결정했다.

## 어린 시절
초우두리는 레스터셔주 러프버러에서 그레나다계 아버지와 방글라데시인 어머니 사이에서 태어났다. 초우두리는 전통적인 방글라데시 무슬림 가정에서 어머니와 계부에 의해 자랐으며, 어렸을 때부터 방글라데시를 방문해 왔다. 그의 외조부모는 방글라데시 하비간지구의 바후발에 있다.

## 구단 경력
유소년 시절부터 레스터 시티에서 뛰며 경력을 쌓았다. 2016년 2월 27일, 한 달 동안 리그 원의 버턴 앨비언으로 임대 이적했다. 같은 날, 월솔와의 홈경기에서 후반 77분 톰 네일러를 대신해 교체 출전해서 리그 원 무대에 데뷔했다. 2016년 8월 6일, 버턴 앨비언과 또 다시 임대 계약을 맺었다. 같은 날, 노팅엄 포리스트와의 경기에서 선발 출전했지만, 버턴 앨비언은 4-3으로 패배했다.
2017년 9월 19일, 리버풀과의 EFL컵 3라운드 경기에서 후반 82분 교체 출전해 레스터 시티에서 데뷔해 레스터의 2-0 승리에 기여했다. 2017년 11월 28일, 토트넘과의 리그 홈경기에서 후반 83분 교체 출전해 리그 데뷔전을 치렀다. 2018년 4월 14일, 번리와의 원정 경기를 통해 프리미어리그 첫 선발 출전을 했다.
2019년 8월 30일, 초우두리는 레스터와 새로운 4년 계약을 체결했다. 2020년 1월 1일, 초우두리는 뉴캐슬 유나이티드와의 원정 경기에서 86분에 박스 밖 슈팅으로 레스터의 첫 성인 골을 넣으며 3-0 승리를 이끌었다.

## 국가대표팀 경력
2018년 5월 26일, 2018 툴롱 대회 A조 잉글랜드 U-21과 중국 U-21과의 경기에서 후반 79분 교체 출전했고, 잉글랜드는 중국을 상대로 2-1 승리를 거뒀다. 다음 경기인 멕시코 U-21과의 경기에서 선발 출전했고, 잉글랜드와 멕시코는 0-0 무승부를 거뒀다.
그는 방글라데시와 그레나다 대표팀에서 뛸 수 있지만, 2019년 10월에 자신의 목표가 잉글랜드 대표팀에서 뛰는 것이라고 밝히며 "잉글랜드 성인 대표팀에서 뛰는 것이 나의 가장 큰 꿈이다."라고 말하였다. 그러나 2024년 2월 27일, 그가 2024년 3월에 열리는 2026년 월드컵 예선을 위해 방글라데시 대표팀에 합류하기 위한 논의를 진행 중이라는 기사가 보도되었다.
2024년 8월 23일, 초우두리는 방글라데시 여권을 취득하였고, 9월 24일에 잉글랜드 축구 협회가 이의 없음 증명서(NOC)를 발급하여 공식적으로 방글라데시를 대표할 수 있도록 허가했다.
2025년 2월 9일, 함자는 방글라데시의 2027년 AFC 아시안컵 3차 예선 예비 명단에 포함되었다. 3월 25일, 그는 인도와의 경기에서 0-0 무승부를 기록하며 방글라데시 국가대표팀에 데뷔했다.

## 사생활
초우두리는 그레나다인 아버지, 방글라데시인 어머니 사이에서 태어났다. 아버지가 요절하자 그의 어머니는 방글라데시인 양아버지와 결혼하였다. 초우두리는 결혼하여 슬하에 딸 1명을 두었다. 또한 초우두리는 방글라데시계인으로 무슬림이다.

## 경기 기록

### 클럽
| 시즌      | 클럽               | 디비전       | 리그 | 리그 | FA컵 | FA컵 | 리그컵 | 리그컵 | 기타 | 기타 | 합계 | 합계 |
| 시즌      | 클럽               | 디비전       | 출전 | 골   | 출전 | 골   | 출전   | 골     | 출전 | 골   | 출전 | 골   |
| --------- | ------------------ | ------------ | ---- | ---- | ---- | ---- | ------ | ------ | ---- | ---- | ---- | ---- |
| 2015–16   | 레스터 시티        | 프리미어리그 | 0    | 0    | 0    | 0    | 0      | 0      | 0    | 0    | 0    | 0    |
| 2016–17   | 레스터 시티        | 프리미어리그 | 0    | 0    | 0    | 0    | 0      | 0      | 0    | 0    | 0    | 0    |
| 2017–18   | 레스터 시티        | 프리미어리그 | 8    | 0    | 0    | 0    | 1      | 0      | 0    | 0    | 9    | 0    |
| 2018–19   | 레스터 시티        | 프리미어리그 | 5    | 0    | 1    | 0    | 2      | 0      | 0    | 0    | 8    | 0    |
| 2015–16   | 버턴 앨비언 (임대) | 리그 원      | 13   | 0    | 0    | 0    | 0      | 0      | 0    | 0    | 13   | 0    |
| 2016–17   | 버턴 앨비언 (임대) | 챔피언십     | 13   | 0    | 0    | 0    | 2      | 0      | 0    | 0    | 15   | 0    |
| 경력 합계 | 경력 합계          | 경력 합계    | 39   | 0    | 1    | 0    | 5      | 0      | 0    | 0    | 45   | 0    |